# اریک باکنر
اریک باکنر (انگلیسی: Eric Buckner؛ زادهٔ ۲۶ آوریل ۱۹۹۰) بازیکن بسکتبال اهل ایالات متحده آمریکا است.